# Zirpi zarba
Zirpi Zarba est le nom d'un Jentil d'Ai-iturrieta, quartier d'Aia à Ataun (Guipuscoa) où se trouve une puissante source d'eau. On raconte dans cette localité qu'une famille de la ferme d'Aiarre était en train de sarcler le maïs dans sa terre de Kiskarre. Une femme jentil nommée Zirpi-zirbi travaillait avec eux. De leur abri à Ai-iturrieta, les gentils poussèrent un cri pour dire aux fermiers de Kiskarre :
« Zirpi Zarba est mort, dites à Zirpi Zirbi qu'elle vienne tout de suite. »
La Jentil partit de nuit. Lorsqu'elle s'en revint ensuite à Aiarre, elle déclara que le mort était son compagnon. 
Zirpi Zirbi continua de fréquenter les soirées d'Aiarre, surtout en hiver. Elle passait ses nuits à filer en compagnie des femmes du quartier. (Voir aussi Zirri mirri).